# Кревкёр-ле-Гран (кантон)

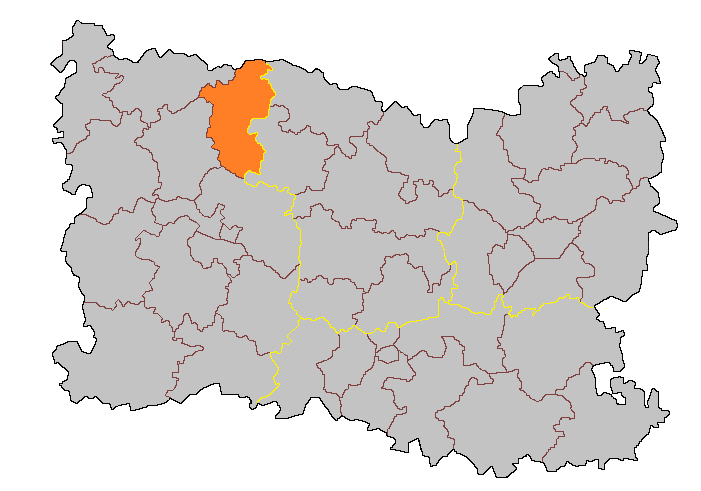
Кантон Кревкёр-ле-Гран на карте департамента Уаза

Кревкёр-ле-Гран (фр. Crèvecœur-le-Grand) — упраздненный кантон во Франции, регион Пикардия, департамент Уаза. Входил в состав округа Бове.
В состав кантона входили коммуны (население по данным Национального института статистики за 2010 г.):
- Бланфоссе (132 чел.)
- Вьефвилле (173 чел.)
- Домелье (225 чел.)
- Катё (115 чел.)
- Контвиль (81 чел.)
- Кормей (359 чел.)
- Кревкёр-ле-Гран (3 401 чел.)
- Круасси-сюр-Сель (275 чел.)
- Лашоссе-дю-Буа-д'Экю (212 чел.)
- Ле-Галле (163 чел.)
- Ле-Крок (185 чел.)
- Ле-Сольшуа (100 чел.)
- Люши (570 чел.)
- Моле (203 чел.)
- Мюидорж (143 чел.)
- Оши-ла-Монтань (500 чел.)
- Ротанжи (200 чел.)
- Фонтен-Боннло (259 чел.)
- Франкастель (417 чел.)
- Шокез-ле-Бенард (109 чел.)

## Экономика
Структура занятости населения:
- сельское хозяйство — 9,3 %
- промышленность — 16,4 %
- строительство — 7,8 %
- торговля, транспорт и сфера услуг — 35,9 %
- государственные и муниципальные службы — 30,6 %

## Политика
На президентских выборах 2012 г. жители кантона отдали в 1-м туре Марин Ле Пен 31,0 % голосов против 28,7 % у Николя Саркози и 19,7 % у Франсуа Олланда, во 2-м туре в кантоне победил Саркози, получивший 59,2 % голосов (2007 г. 1 тур: Саркози  — 34,9 %, Жан-Мари Ле Пен — 19,1 %; 2 тур: Саркози — 63,7 %). На выборах в Национальное собрание в 2012 г. по 1-му избирательному округу департамента Уаза они поддержали действующего депутата, кандидата партии Союз за народное движение Оливье Дассо, получившего 53,3 % голосов в 1-м туре и 69,1 % голосов - во 2-м туре.
|  | Кандидат     | Партия                    | % голосов |
|  | ------------ | ------------------------- | --------- |
|  | Андре Коэ    | Союз за народное движение | 65,53     |
|  | Микаэль Бодё | Национальный фронт        | 34,47     |

|  | Кандидат       | Партия                    | % голосов |
|  | -------------- | ------------------------- | --------- |
|  | Андре Коэ      | Союз за народное движение | 51,48     |
|  | Жан-Пьер Вигье | Социалистическая партия   | 31,57     |
|  | Жан-Жак Оду    | Национальный фронт        | 16,96     |